# Mohamed Timoumi
Mohamed Timoumi (en arabe : محمد تيمومي) est un footballeur marocain, né le 25 août 1960 à Rabat.
Meneur de jeu, il reçoit le Ballon d'or africain en 1985 et participe à la coupe du monde 1986 au Mexique avec l'équipe nationale du Maroc.

## Biographie
Mohamed Timoumi joue, très jeune, au sein de l'équipe de l'Union de Touarga dont il est le plus jeune élément. Il attire vers lui les regards des observateurs et des experts du football marocain.
Son talent lui permet d'intégrer l'un des plus grands clubs Marocains : les FAR de Rabat, avec qui il remporte la Ligue des Champions de la CAF en 1985.
En 1985, son talent explose malgré une fracture lors du match des FAR de Rabat face à l'équipe égyptienne du Zamalek en demi-finale. Au cours de cette année, Timoumi est, de l'avis unanime de la presse sportive internationale, la star de l'Afrique. Il reçoit d'ailleurs le Ballon d'or africain.
Une année après, il participe à la phase finale de la Coupe du monde 1986 au Mexique. Il est à Mexico l'un des éléments les plus importants de la sélection marocaine et à l'origine de plusieurs de ses buts. Le Maroc se classe premier de son groupe avec 0 défaite et une victoire retentissante contre l'Portugal 3-1. Ce résultat lui permit d'être le premier pays arabe et africain à accéder au 2e tour de la Coupe du monde.
L'entrée de Timoumi dans le monde du professionnalisme (Espagne et Belgique) a eu un effet négatif sur sa psychologie, car selon plusieurs observateurs, la carrière professionnelle de Timoumi a été assez mal gérée ce qui a causé une fin de carrière plus ou moins prématurée.

## Sélections en équipe nationale
1. 23/09/1979 Égypte - Maroc Zadar 0 - 0 JM 1979
2. 17/02/1980 Maroc - Pologne Maroc 1 - 0 Amical
3. 25/02/1980 Maroc - Sénégal Maroc 3 - 2 Amical / 1 but
4. 27/02/1980 Maroc - Tunisie Meknès 0 - 0 Amical
5. 09/03/1980 Guinée - Maroc Ibadan 1 - 1 CAN 1980
6. 16/03/1980 Ghana - Maroc Ibadan 0 - 1 CAN 1980
7. 19/03/1980 Nigeria - Maroc Lagos 1 - 0 ½ Finale CAN 1980
8. 21/03/1980 Égypte - Maroc Lagos 0 - 2 Classement CAN 1980
9. 08/06/1980 Tunisie - Maroc Tunis 0 - 1 Amical
10. 22/06/1980 Sénégal - Maroc Dakar 0 - 1 Elim. CM 1982 / 1 but
11. 06/07/1980 Maroc - Sénégal Casablanca 0 - 0 Elim. CM 1982
12. 16/11/1980 Maroc - Zambie Fès 2 - 0 Elim. CM 1982
13. 08/03/1981 Maroc - Irak Fés 1 - 1 Amical
14. 02/06/1982 Maroc - Kuwait Maroc 3 - 0 Amical
15. 23/03/1983 Tunisie - Maroc Sousse 1 - 0 Amical
16. 10/08/1983 Nigeria - Maroc Benin City 0 - 0 Elim. CAN 1984
17. 28/08/1983 Maroc - Nigeria Maroc 0 - 0 (3 - 4) Elim. CAN 1984
18. 13/09/1983 Maroc - Libye Casablanca 2 - 0 J.M 1983
19. 15/09/1983 Maroc - Égypte Casablanca 2 - 1 J.M 1983
20. 04/02/1984 Maroc - Bulgarie Maroc 1 - 1 Amical
21. 15/07/1984 Maroc – Sierra Leone Rabat 4 - 0 Elim. CM 1986
22. 24/10/1984 Maroc – Canada Rabat 3 - 2 Amical
23. 02/02/1985 URSS - Maroc Kochi 1 - 0 Coupe NEHRU
24. 07/04/1985 Maroc - Malawi Rabat 2 - 0 Elim. CM 1986
25. 21/04/1985 Malawi - Maroc Blantyre 0 - 0 Elim. CM 1986
26. 12/07/1985 Égypte - Maroc Le Caire 0 - 0 Elim. CM 1986
27. 28/07/1985 Maroc - Égypte Casablanca 2 - 0 Elim. CM 1986 / 1 but
28. 04/08/1985 Maroc - Somalie 3 - 0 Jeux Arabes / 2 buts
29. 07/08/1985 Maroc – Tunisie 2 - 2 Jeux Arabes
30. 10/08/1985 Casablanca Maroc - Mauritanie 3 - 0 Jeux Panarabes / 1 but
31. 16/08/1985 Maroc – Irak Rabat 0 - 1 Finale Jeux Arabes
32. 25/08/1985 Maroc - Zaire Maroc 1 - 0 Elim. CAN 1986
33. 06/10/1985 Maroc - Libye Rabat 3 - 0 Elim. CM 1986 / 1 but
34. 18/10/1985 Libye - Maroc Benghazi 1 - 0 Elim. CM 1986
35. 23/04/1986 Irlande du Nord - Maroc Belfast 2 - 1 Amical / 1 but
36. 02/06/1986 Pologne - Maroc Monterrey 0 - 0 C.M 1986
37. 06/06/1986 Angleterre - Maroc Monterrey 0 - 0 C.M 1986
38. 11/06/1986 Portugal - Maroc Guadalajara 1 - 3 C.M 1986
39. 17/06/1986 RFA - Maroc Monterrey 1 - 0 1/8 Finale C.M 1986
40. 13/03/1988 Maroc - Zaire Casablanca 1 - 1 CAN 1988
41. 16/03/1988 Maroc - Algérie Casablanca 1 - 0 CAN 1988
42. 26/03/1988 Maroc - Algérie Casablanca 1 - 1 (3 - 4) Classement CAN 1988
43. 24/05/1989 Maroc - Algérie Kénitra 1 - 0 Amical
44. 25/06/1989 Zambie - Maroc Lusaka 2 - 1 Elim. CM 1990 / 1 but
45. 13/08/1989 Maroc - Tunisie Casablanca 0 - 0 Elim. CM 90
46. 27/08/1989 Maroc - Zaire Kénitra 1 - 1 Elim. CM 1990

## Les matchs olympiques
1. 30/01/1988 : Rabat Maroc v Tunisie 2 - 2 Elim. JO 1988
2. 17/01/1988 : Tunis Tunisie v Maroc 1 - 0 Elim. JO 1988
3. 01/11/1987 Abidjan Côte d'Ivoire v Maroc 0 - 0 Elim. JO 1988
4. 29/01/1986 : Malaga Espagne "B" v Maroc 3 - 0 Amical
5. 13/08/1985 Maroc - Algérie B 1 - 0 Demi-finale Jeux Panarabes
6. 26/01/1985 : Ernakulam Maroc - Corée sud U23 : 2 - 2 Nehru cup / 1 but
7. 22/01/1985 : Ernakulam (Inde) Maroc - Algérie B : 4 - 0 Nehru cup / 1 but
8. 03/08/1984 Pasadena Brésil v Maroc 2 - 0 J.O 1984
9. 01/08/1984 Pasadena A.Saoudite v Maroc 0 - 1 J.O 1984
10. 30/07/1984 Palo Alto RFA v Maroc 2 - 0 J.O 1984
11. 26/02/1984 Casablanca Maroc v Nigeria 0 - 0 (4-3p) Elim. JO 1984
12. 11/02/1984 Lagos Nigeria v Maroc 0 - 0 Elim. JO 1984
13. 09/10/1983 Dakar Sénégal v Maroc 1 - 1 Elim JO 1984
14. 25/09/1983 Casablanca Maroc v Sénégal 1 - 0 Elim. JO 1984
15. 17/09/1983 Casablanca Maroc v Turquie 'B' 3 - 0 Finale J.M 1983
16. 09/09/1983 Mohammadia Maroc - Grèce 0 - 0 J.M 1983
17. 15/05/1983 Conakry Guinée v Maroc 0 - 0 Elim. JO 1984 Carton Rouge
18. 21/12/1979 Alger Algérie v Maroc 3 - 0 Elim. JO 1980
19. 09/12/1979 : Casablanca Maroc v Algérie 1 - 5 Elim. JO 1980
20. 25/09/1979 : Zadar Yougoslavie v Maroc 2 - 1 J.M 1979
21. 21/09/1979 Siberik Grèce v Maroc 1 - 1 J.M 1979

## Carrière de joueur
- 1978-1984 :  Union de Touarga
- 1984-1986 :  FAR de Rabat
- 1986-1987 :  Real Murcie
- 1987-1989 :  KSC Lokeren
- 1989-1990 :  OC Casablanca